# Rhytidicolus
Rhytidicolus Simon, 1889 è un genere di ragni appartenente alla famiglia Cyrtaucheniidae.

## Distribuzione
L'unica specie oggi nota di questo genere è stata rinvenuta nel Venezuela.

## Tassonomia
Genere trasferito dalla famiglia Ctenizidae Thorell, 1887, a seguito di un lavoro dell'aracnologo Raven (1985a).
Dal 1985 non vengono rinvenuti esemplari di questo genere.
Attualmente, a giugno 2012, si compone di 1 specie:
- Rhytidicolus structor Simon, 1889[2] — Venezuela